# Platysteira jamesoni
El batis carunculado de Jameson (Platysteira jamesoni) es una especie de ave en la familia Platysteiridae.

## Distribución y hábitat
Se lo encuentra en la República Democrática del Congo, Kenia, Sudán del Sur, Tanzania, y Uganda.
Sus hábitats naturales son los bosques bajos húmedos subtropicales o tropicales y los bosques montanos húmedos subtropicales o tropicales.